# Lispocephala boops
Lispocephala boops är en tvåvingeart som först beskrevs av Thomson 1869.  Lispocephala boops ingår i släktet Lispocephala och familjen husflugor. Inga underarter finns listade i Catalogue of Life.